# Serbia la Concursul Muzical Eurovision
Serbia a debutat la Concursul Muzical Eurovision în anul 2007. Anterior a participat ca parte din Iugoslavia între 1961 și 1991 și Serbia și Muntenegru între 2004 și 2006. Serbia a reușit o performanță extraordinară, reușind să câștige la prima participare ca stat independent, prin Marija Šerifović, cu piesa "Molitva". De la prima sa participare din 2007 până în 2013, Serbia a acumulat un total de 799 de puncte (în finale).

## Participări

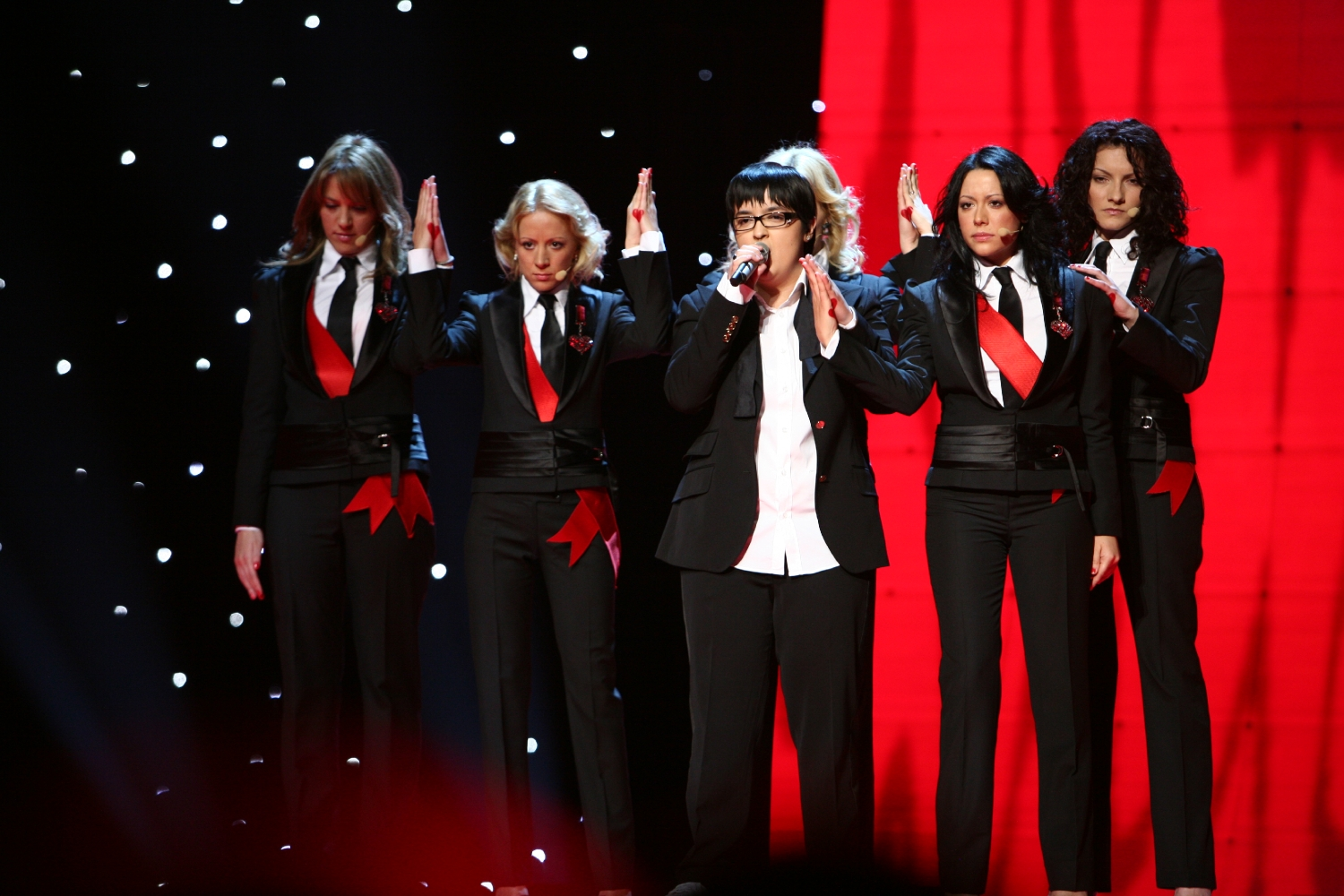
Marija Šerifović în Helsinki (2007)

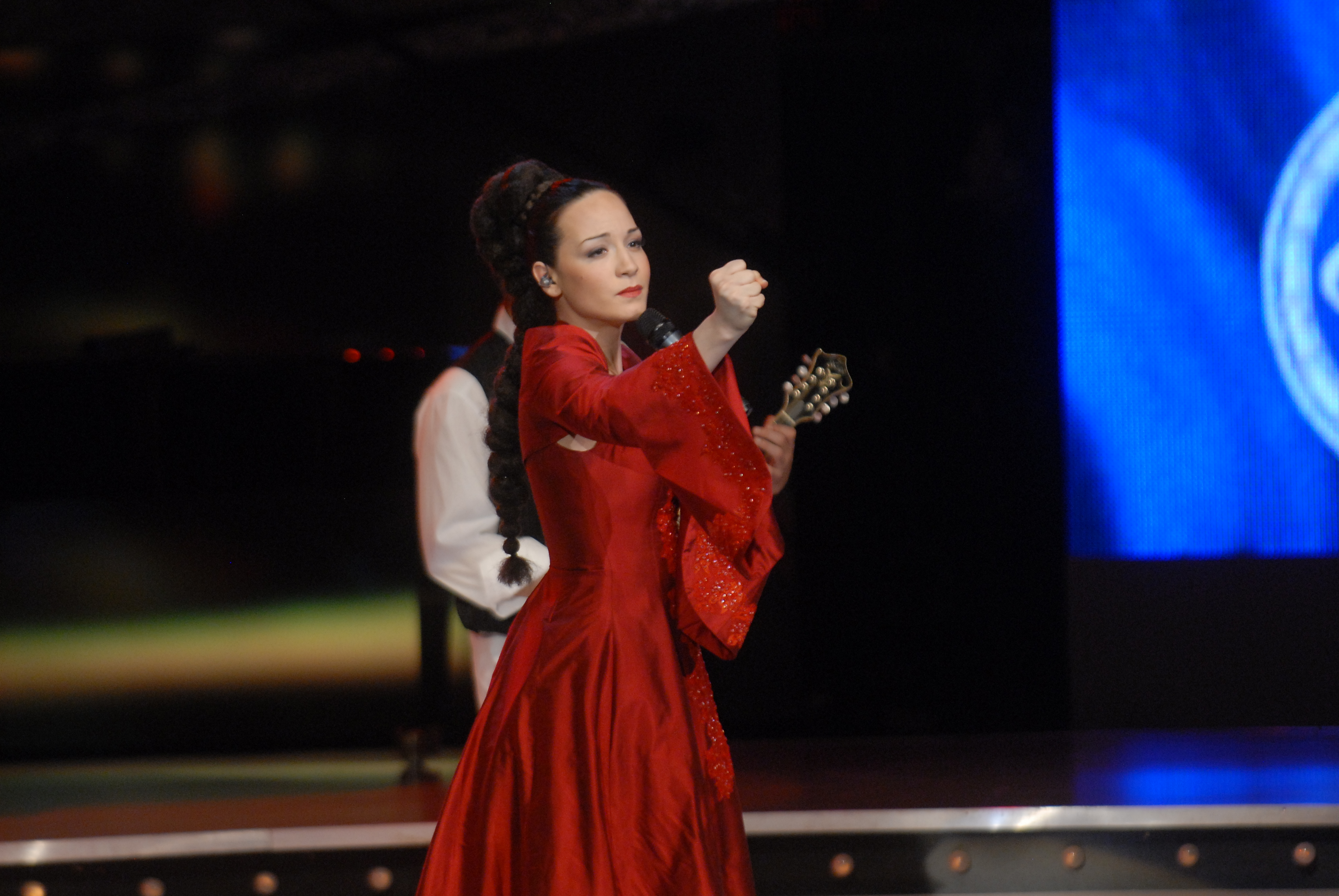
Jelena Tomasevic la Belgrad (2008)

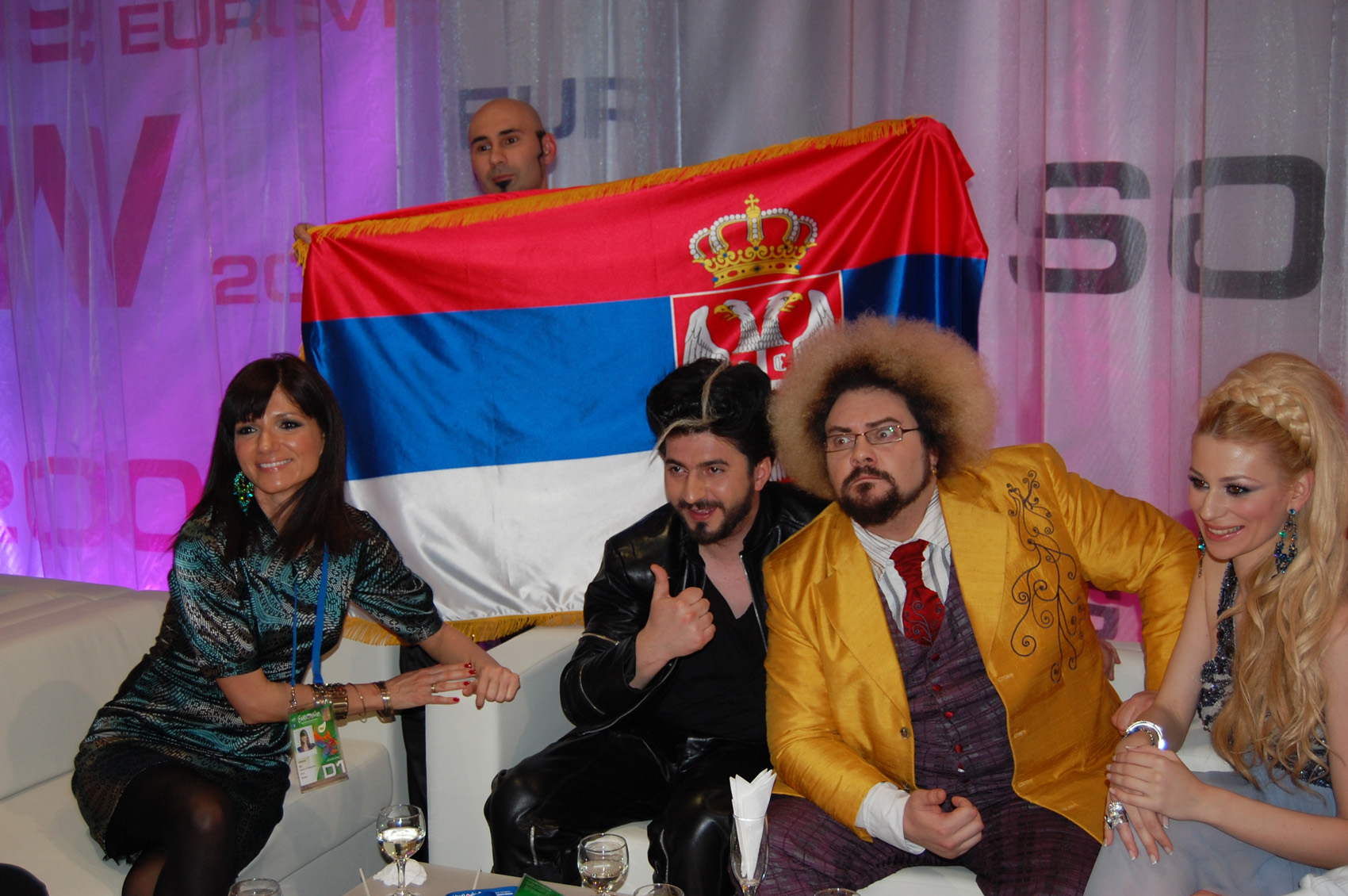
Marko Kon și Milaan Nikolić la Moscova (2009)

| An   | Locație    | Artist                      | Cântec                                 | Finală | Puncte | Semi   | Puncte |
| ---- | ---------- | --------------------------- | -------------------------------------- | ------ | ------ | ------ | ------ |
| 2007 | Helsinki   | Marija Šerifović            | "Molitva" (Молитва)                    | 1      | 268    | 1      | 298    |
| 2008 | Belgrad    | Jelena Tomašević            | "Oro" (Оро)                            | 6      | 160    | X      | X      |
| 2009 | Moscova    | Marko Kon și Milaan Nikolić | "Cipela" (Ципела)                      | X      | X      | 10     | 60     |
| 2010 | Oslo       | Milan Stanković             | "Ovo je Balkan" (Ово је Балкан)        | 13     | 72     | 5      | 79     |
| 2011 | Düsseldorf | Nina Radojčić               | "Čaroban” (Чаробан)                    | 14     | 85     | 8      | 67     |
| 2012 | Baku       | Željko Joksimović           | "Nije ljubav stvar" (Није љубав ствар) | 3      | 214    | 2      | 159    |
| 2013 | Malmö      | Moje 3                      | "Ljubav je svuda” (Љубав је свуда)     | X      | X      | 11     | 46     |
| 2015 | Viena      | Bojana Stamenov             | "Beauty Never Lies"                    | 10     | 53     | 9      | 63     |
| 2016 | Stockholm  | Sanja Vućic ZAA             | "Goodbye (Shelter)"                    | 18     | 115    | 10     | 105    |
| 2017 | Kiev       | Tijana Bogićević            | "In Too Deep"                          | X      | X      | 11     | 98     |
| 2018 | Lisabona   | Sanja Ilić și Balkanika     | "Nova Deca" (Нова деца)                | 19     | 117    | 9      | 113    |
| 2019 | Tel Aviv   | Nevena Božović              | "Kruna" (Круна)                        | 18     | 89     | 7      | 156    |
| 2020 | Rotterdam  | Hurricane                   | "Hasta la Vista"                       | Anulat | Anulat | Anulat | Anulat |
| 2021 | Rotterdam  | Hurricane                   | "Loco Loco"                            | 15     | 102    | 8      | 124    |
| 2022 | Torino     | Konstrakta                  | "In Corpore Sano"                      | 5      | 312    | 3      | 237    |
| 2023 | Liverpool  | Luke Black                  | "Samo mi se spava" (Само ми се спава)  | 24     | 30     | 10     | 37     |
| 2024 | Malmö      | Teya Dora                   | "Ramonda" (Рамонда)                    | 17     | 54     | 10     | 47     |
| 2025 | Basel      | Princ                       | "Mila" (Мила)                          | X      | X      | 14     | 28     |

## Gazdă
| An   | Oraș    | Locație        | Prezentatori                         |
| ---- | ------- | -------------- | ------------------------------------ |
| 2008 | Belgrad | Belgrade Arena | Jovana Janković și Željko Joksimović |